# 錦州龍屬
錦州龍屬（屬名：Jinzhousaurus）是禽龍類鴨嘴龍超科恐龍的一屬，生存於早白堊紀。牠們的化石發現於中國，並發現了一個接近完整的骨骸。錦州龍首次由汪筱林與徐星在2001年描述、命名。模式種是楊氏錦州龍（J. yangi），也是目前所知的唯一種。屬名是以錦州市為名，種名則是以中國古生物學家楊鍾健為名。
正模標本（編號IVPP V12691）發現於中國遼寧省義縣，屬於義縣組的大王杖子地層，地質年代約1億2200萬年前，相當於白堊紀早期的阿普第階。化石是一個接近完整的身體骨骼，位於一塊石板上。錦州龍的身長被估計約7公尺長，頭顱骨長度約半0.5公尺。錦州龍的口鼻部延長，具有大型鼻孔，缺少眶前孔。頭顱骨後段相當寬，頭部頂端有小型頭冠。下頜齒骨具有至少17顆牙齒。
錦州龍同時具有原始、進階型特徵。錦州龍最初被歸類於禽龍科（並系群），之後研究將錦州龍歸類於範圍更廣的禽龍超科。在2010年的一份研究，將錦州龍歸類於鴨嘴龍超科的原始物種。

## 外部連結
- Igunaodontia
- Jinzhousaurus in The Natural History Museum's Dino Directory